# Maximiliane von Oriola

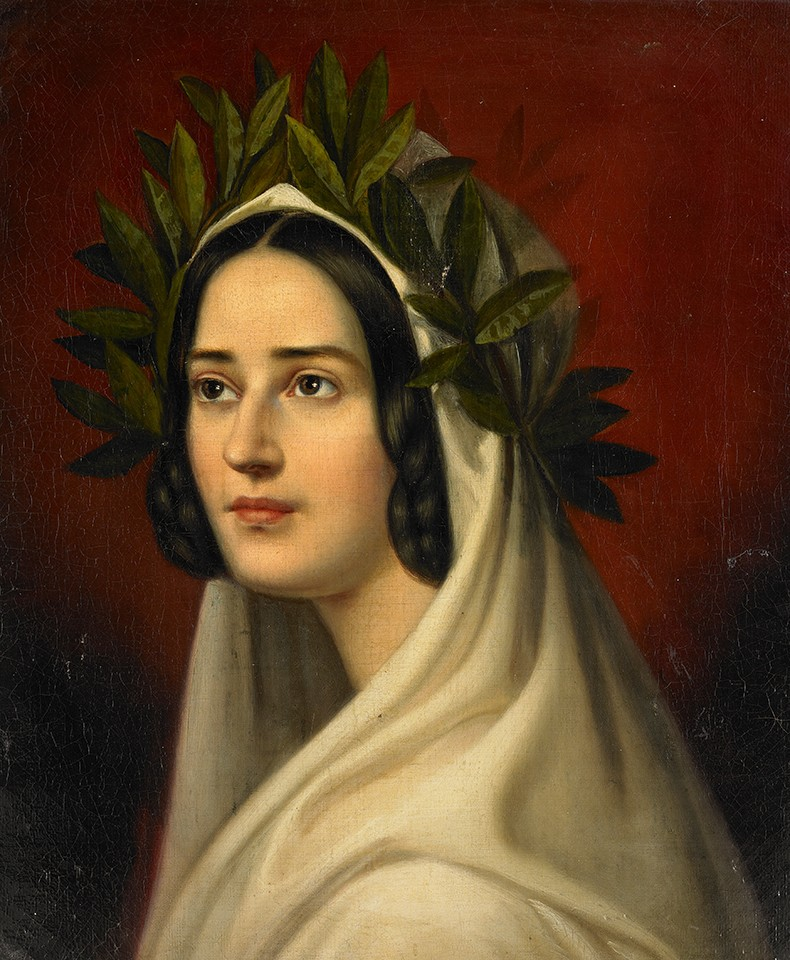
Maximiliane von Oriola. Gemälde von Caroline Bardua

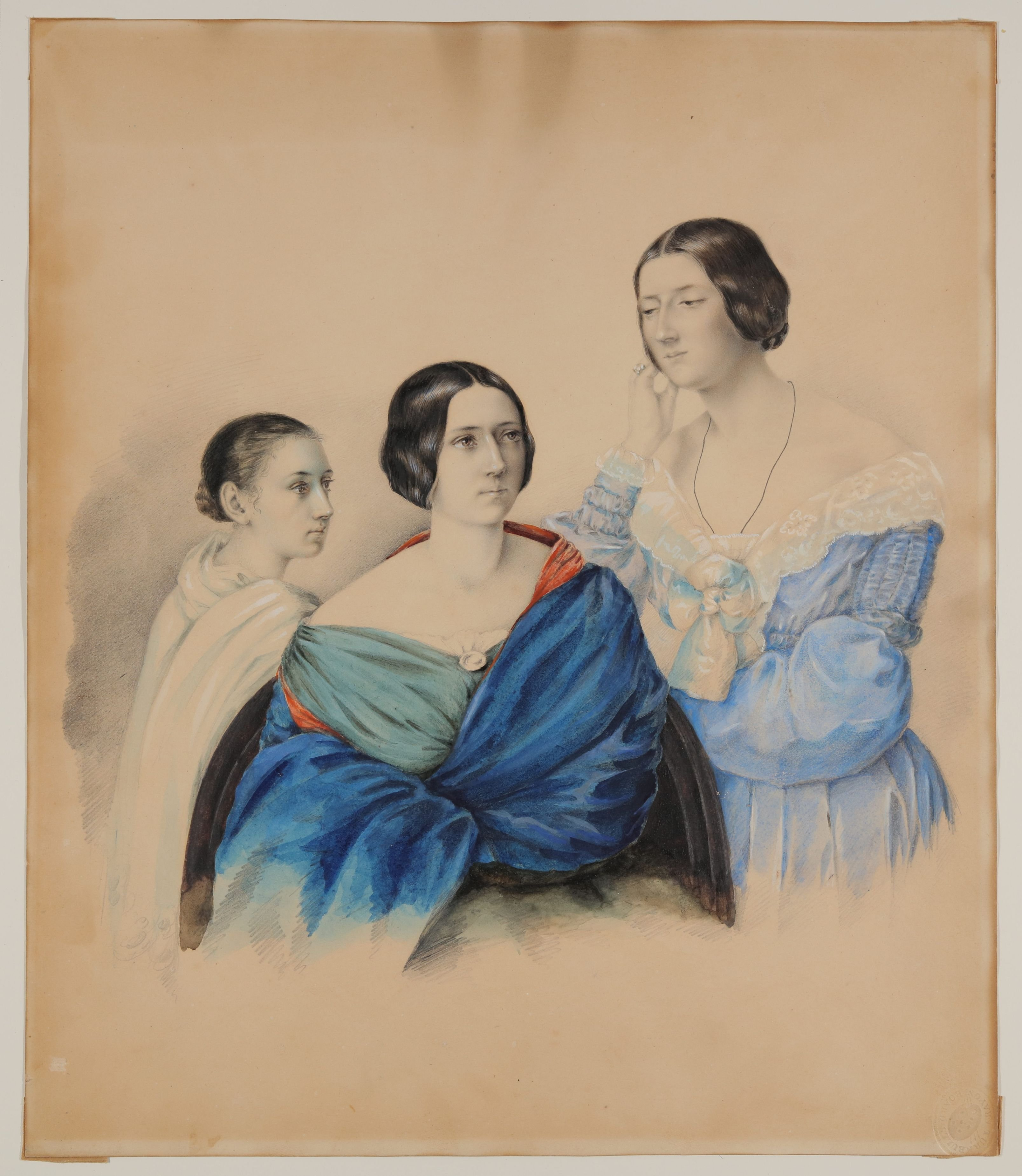
Maximiliane inmitten ihrer Schwestern Gisela und Armgart von Arnim

Maximiliane von Oriola. Gemälde von Eduard Jakob von Steinle

Die Gräfin Maximiliane Maria Catharina von Oriola (geborene von Arnim-Bärwalde; * 23. Oktober 1818 in Bärwalde; † 31. Dezember 1894 in Berlin-Schöneberg) war eine Berliner Salonnière des 19. Jahrhunderts.

## Leben
Maximiliane („Maxe“) war eine Tochter des Dichterehepaares Achim (1781–1831) und Bettina von Arnim (1785–1859). Sie wuchs auf Schloss Wiepersdorf in der Mark Brandenburg sowie in Berlin auf. In den 1840er-Jahren spielte sie eine gesellschaftliche Rolle am Hof König Friedrich Wilhelms IV. von Preußen, mit dessen Cousin Prinz Waldemar von Preußen sie eng befreundet war. Auch mit dem Staatsmann Fürst Felix von Lichnowsky stand sie in Verbindung.
Am 28. Juni 1853 heiratete sie in Wiepersdorf den preußischen Offizier Eduard von Oriola (1809–1862), mit dem sie 1853 bis 1856 in Bonn lebte. Ende Oktober 1856 wurde Oriola Kommandeur der 5. Kavallerie-Brigade in Frankfurt/Oder, so dass die Familie in den folgenden Jahren in Berlin wohnte. Weitere Stationen waren 1859/60 Koblenz und 1860 bis 1866 Breslau, wo ihr Gatte jeweils ein militärisches Kommando führte. Bereits in dieser Zeit führte sie ein salonartiges Haus, ebenso in den Jahren 1866 bis 1894, die sie wieder in Berlin verbrachte.
Nach dem Tod Eduards 1862 nicht wieder verheiratet, trat sie während der deutschen Einigungskriege in der Krankenfürsorge hervor und gründete die Stiftung „Invalidendank“. Später trat sie dem Vorstand des „Vereins für Frauen und Jungfrauen“ bei und wurde 1866 und 1873/74 mit dem Luisenorden (erst Kriegs-, dann Friedensklasse) ausgezeichnet. Mit vielen anderen Salonnièren der Zeit verband sie eine Freundschaft, so mit Hedwig von Olfers.
Am Silvestertag 1894 starb sie in ihrer Schöneberger Wohnung in der Bülowstraße 2 und wurde auf dem katholischen St. Hedwig-Dom-Friedhof an der Liesenstraße 8 beigesetzt. Die Grabstätte mit zwei monumentalen Liegeplatten besteht noch.

## Familie

### Ehe und Nachkommen
Sie heiratete am 28. Juni 1853 in Wiepersdorf den späteren preußischen Generalleutnant Eduard von Oriola (1809–1862). Das Paar hatte fünf Kinder:
- Waldemar Joachim Freimund (1854–1910) ⚭ 1880 Anna Maria Berna, geb. Christ (1846–1915)
- Armgard Bettina Sophie (* 15. Juni 1856 in Bonn; † 1938) ⚭ 1881 Albert Eperjesy von Szászváros und Tóti (1848–1916)
- Joachim Roderich Salvator (1858–1907) ⚭ 1905 Maria Gräfin von Hartmann (1880–1951)
- Dolores Marie Luise (* 30. Januar 1859 in Berlin; † 22. Dezember 1912 in Teupitz)
- Roderich Deodat Wilhelm Albert Eduard (* 3. September 1860 in Berlin; † 17. Dezember 1911), preußischer Rittmeister a. D.

⚭ 1884 Irene Gräfin von Flemming (1864–1946), geschieden 1895
⚭ 1902 Maja von Karass (1880–1945)

### Berühmte Verwandte
Maximiliane war mütterlicherseits die Nichte von Friedrich Karl und Kunigunde von Savigny sowie von Clemens Brentano. Sie war außerdem Enkelin von Maximiliane von La Roche. Weiterhin war sie verschwägert mit Herman Grimm, dem Mann ihrer Schwester Gisela („Gisel“), und Luise Gräfin von Oriola (1824–1899), Schwester ihres Gatten und Palastdame der Kaiserin Augusta. Ihre Cousins waren der Philosoph Franz Brentano und der Nationalökonom Lujo Brentano.

## Salon
Nach dem Tod ihres Mannes zog Gräfin Oriola 1866, im Jahr des Deutschen Krieges, wieder nach Berlin, wo sie seit den 1870er-Jahren ihre „Freitage“ abhielt, die nach und nach zu einer festen Institution in der Berliner Gesellschaft wurden. Ihr Salon – erst in der Bellevuestraße, seit 1872 in der Potsdamer Straße, in den 1880er-Jahren schließlich in der Bülowstraße – war, ähnlich wie jener der Gräfin Schleinitz, literarisch-musikalisch ausgerichtet, zählte aber gleichwohl viele Politiker zu seinen Habitués, was mit der speziellen Situation Berlins als neuer Reichshauptstadt nach 1871 zusammenhing. Neben Künstlern und Intellektuellen waren vor allem Hofkreise stark vertreten, die Generaladjutanten des Kaisers ebenso wie die Hofdamen der Kaiserin.
Maximiliane teilte nicht den überschwänglichen Bismarckkult, der etwa für die Baronin Spitzemberg typisch war, gehörte aber auch nicht zu seinen Gegnerinnen, wie etwa die Gräfin Schleinitz. Im Ganzen hatte ihr Salon ein bildungsbürgerliches, spätbiedermeierliches Gepräge, was sicher mit ihrer Herkunft aus einem Dichterhaushalt und ihrer Sozialisation im Vormärz zu tun hatte. Obwohl selber adlig geboren und Gräfin, pflegte sie wenig Standesvorurteile und vertrat tendenziell eher die bürgerlich-romantische denn die adlig-höfische Salontradition, wenngleich ihr Haus viele Aristokraten und Fürstlichkeiten anzog. Zu Beginn der 1890er Jahre schloss ihr Salon seine Türen.

## Berühmte Habitués
| - Heinrich Abeken - Ludwig Aegidi - Robert von Benda - Theobald von Bethmann Hollweg - Lujo Brentano - Marie von Bunsen - Philipp zu Eulenburg - Rudolf von Gneist - Colmar von der Goltz - Herman Grimm - Ferdinand Graf Harrach - Hermann von Helmholtz | - Anna von Helmholtz - Bolko von Hochberg - Chlodwig zu Hohenlohe-Schillingsfürst - Joseph Joachim - Wolfgang Kapp - Robert von Keudell - Richard Lepsius - Edwin von Manteuffel - Georg von der Marwitz - Mehmed Ali Pascha - Paul Meyerheim - Ottmar von Mohl | - Helmuth Graf von Moltke - Eduard von Peucker - Hermann von Schelling - Wilhelm Scherer - Ossip Schubin - Clara Schumann - Hildegard von Spitzemberg - Richard Voß - William Henry Waddington - Anton von Werner - Ernst von Wildenbruch |

### Sekundärliteratur
- Petra Wilhelmy: Der Berliner Salon im 19. Jahrhundert. Berlin u. a. 1989.
- Alfred Etzold, Wolfgang Türk: Der Dorotheenstädtische Friedhof. Die Friedhöfe an der Chausseestraße. Berlin 1993.
- Wolfgang Gottschalk: Die Friedhöfe der St. Hedwigs-Gemeinde zu Berlin. Berlin (Nishen) 1991.
- Arnim, Maxe von, in: Gudrun Wedel: Autobiographien von Frauen: ein Lexikon. Köln: Böhlau, 2010, S. 41